# Myrö
Myrö (hette under medeltiden Myra) är en herrgård i Rinkaby socken i Örebro kommun, Närke. Byggnaden, som numera kallas Myrö slott, ligger vid Hjälmarens norra strand, sex kilometer nordöst om Örebro centrum. Den första slottsbyggnaden på Myrö uppfördes på 1600-talet av Seved Bååth.
År 1707 eldhärjades herrgården. Från 1754 kom Myrö att tillhöra släkten Kalling då sätesgården förvärvades av riksrådet greve Pehr Kalling. Under åren 1770-1774 uppförde han ett nytt corps-de-logi efter ritningar slottsarkitekten överintendent Carl Johan Cronstedt.
Den nya byggnaden uppfördes på grunden till det nedbrunna högslottet, som brann år 1707. Redan år 1759 hade gårdens flyglar, som också eldhärjades 1707, återuppbyggts. Exteriören till den nuvarande herrgården är ett bra exempel på den svenska rokokon. Åren 1902-1904 utfördes en modernisering av gården efter ritningar av professor Lars Israel Wahlman. Då fick vissa delar av interiören tydliga drag av nationalromantik och jugend.

## Historia

Riksskattmästaren Seved Bååth (1615-1669) ägde Myrö på 1600-talet, han är iklädd svart dräkt med vit halsduk och guldstickad mantel. Den ovala målningen har inskriften Hr Sewed Båth. S. wr. R:Råd och Rijks Skattmästare och är tillskriven David Klöcker Ehrenstrahl (1628-1698) och finns på Skoklosters slott.

### Medeltida anor
Myrö hette under medeltiden Myra. Både Myra herrgård i Rinkaby socken och Ulriksbergs herrgård i Längbro socken har tillhört Örebro kloster, det vill säga Vårfruklostret i Örebro. Vårfruklostret låg på den plats där nya polishuset i Örebro idag ligger (mellan nuvarande Järnvägs-, Kloster- och Ö. Nobelgatorna). Redan på medeltiden vårdades sjuka av munkar vid Örebro kloster. Klostret hade anlagts någon gång under åren 1445–1448 på initiativ av drottning Dorotea av Brandenburg, maka till konung Kristofer av Bayern. Drottning Dorotea gifte sig den 10 september 1445 med Kristofer av Bayern och hon kröntes den 14 september 1445 av ärkebiskopen i Lund Tuve Nielsen (Juul) i Köpenhamns Vor Frue Kirke (Vårfrukyrkan), domkyrkan i Köpenhamn, till unionsdrottning. Både giftermålet och kröningen ägde rum i Köpenhamns Vårfrukyrka. Ett donationsbrev från 1476 gjorde godset till Vårfruklostrets i Örebro egendom. Vårfruklostret i Örebro tillhörde tiggarordnarna och ägarna i tiggarorden fick inte äga jordisk egendom.
Genom donationer ägde klostret ansenliga egendomar, bland annat några tomter inom staden samt dessutom några lantgårdar, bland annat Myra, men dessa uppnådde aldrig någon större betydelse. Det var vid Örebro kloster som bröderna Olaus Petri (1493–1552), som blev reformator, och Laurentius Petri (1499–1573), som blev präst och ärkebiskop, fick sin första undervisning. Men genom Gustav Vasas reduktion, som beslöts på Västerås riksdag 1527, indrogs klostrets egendom till Kronan. Klostrets byggnader i Örebro revs för att lämna plats för slotts- och kyrkobyggnader. Efter reformationsriksdagen 1527 har ägarskiften inom och mellan olika adelssläkter ägt rum för Myra. Då sätesgården förvärvades av riksrådet greve Pehr Kalling kom Myrö att från 1754 tillhöra släkten Kalling.

## 1500- och 1600-talen

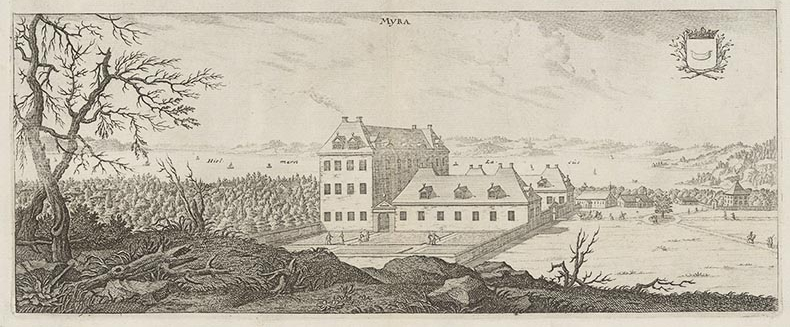
Myra (Myrö) i Suecia antiqua et hodierna. Myrö herrgård hette på medeltiden och på 1600-talet Myra. Kopparstick graverat 1696 av gravören Erik Reitz Sc. (1660-1696) efter en teckning av Erik Dahlbergh.

Myrö ägdes i början av 1500-talet av Sigrid Eskilsdotter Banér. Efter hennes död 1528 tillföll det dottern i andra giftet, Kristina Nilsdotter (Gyllenstierna). Hennes son Gustav Johansson (Tre Rosor) ägde Myrö efter henne. Under senare hälften av 1600-talet ägdes det av riksskattmästaren Seved Bååth (1615–1669) och hans son Carl Gabriel Bååt (1650–1698). Sedan innehade medlemmar av släkterna Ribbing, Wachtmeister och Spens egendomen. Därefter köptes egendomen 1754 av dåvarande översten, sedermera riksrådet Pehr Kalling.
Seved Bååth (även Seved Bååt) tillhörde den friherrlige ätten Bååt nr 12 och han var friherre till Härlunda socken i Småland,  herre till Fållnäs, Sundbyholm, Skärsholm och Myrö. Sonen Carl Gabriel Bååt var friherre till Fållnäs, herre till Sundbyholm, Ribbingelund, Skärsholm och Myrö.
Seved Bååth, som var en av Karl XI:s förmyndare och president i kammarkollegium, byggde ett ståtligt stenhus på sitt släktgods Myrö, sannolikt efter ritningar av Nicodemus Tessin den äldre. Huset bestod av en tre våningar hög, lång och smal mittlänga med brant sadeltak, flankerad av paviljongliknande huskroppar. Enligt en karta från 1684 i Lantmäteristyrelsens arkiv har huvudbyggnaden avbildats som ett tvåvåningshus med antydda sidopaviljonger, trekantsgavel över mittpartiet samt ett högt valmat tak. Några flyglar finns inte med på den summariska kartbilden (kanske var bara huvudbyggnaden av sten), däremot en lång rak tillfartsväg. 
Bååth, som var gift med Magdalena Stenbock, var en av stormaktstidens stora byggherrar. En av hans mest kända byggnader är Bååtska palatset eller Seved Bååths palats på Blasieholmen i Stockholm, sedan 1874 Svenska Frimurare Ordens stamhus. Seved Bååth har också donerat västportalen till sockenkyrkan i Rinkaby. När sonen Carl Gabriel Bååt avled 1698 gravsattes han i Bååtska familjegraven i Sorunda kyrka. Carl Gabriel Bååt, som var kansliråd och vice landshövding, var den siste manlige medlemmen av friherrliga ätten Bååt och slöt sin ätt på svärdssidan.
Seved Bååts Väg i  stadsdelen Adolfsberg i centrala Örebro är uppkallad efter  riksskattemästaren och hovrättspresidenten Seved Bååt (1615-1669), som lät uppföra den första slottsbyggnaden på Myrö på 1600-talet.

## 1700-talet

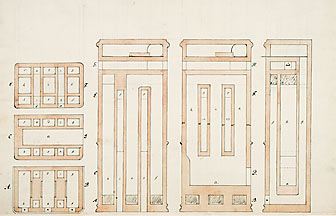
Skiss av Kakelugn - kakel eller murspis, designad av Carl Johan Cronstedt 1767. Denna kakelugn var utrustad med en ny teknik som hade utvecklats av Carl Johan Cronstedt.

Vid en brand 1707, då Carl Gabriel Bååts sonhustru, friherrinnan Christina Bielke (död 1711 i Arboga), var slottsfru på Myrö, brann huvudbyggnaden ner till grunden medan flyglarna eldhärjades svårt. 1754 såldes godset till Pehr Kalling (1701-1795), som var den som gjorde Myrö till fideikommiss. Han tycks ganska snart efter köpet av Myrö ha låtit överintendenten Carl Johan Cronstedt rita en ny huvudbyggnad, som skulle uppföras på grunden till det nedbrunna högslottet. Också flyglarna skulle återuppbyggas, men efter gamla ritningar som man hittat i källaren. Byggnadsarbetet leddes också av Carl Johan Cronstedt, som räknas som uppfinnare av den svenska kakelugnen.

### Exteriör
Huvudbyggnaden är ljusputsad och har tidens karaktäristiska brutna takfall. Det nedre takfallet är klätt med enkupigt tegel och övre takfallet är svartmålad plåt. Exteriört är Myrö ett utmärkt exempel på rokoko, medan det interiört finns drag av svensk nationalromantik och jugend.

### Interiör
Det var ett förhållandevis enkelt hem som Kalling hade på Myrö, men det var ett fullständigt inrett hem. Pehr Kalling levde också återhållsamt och på ålderns dagar var han alltid klädd i karolineruniform. I bottenvåningen låg salen rakt fram, trappan var ganska liten och sidoställd och korridorer delade av de båda våningarna. De båda gästrummen i övervåningen hade varsitt litet förrum för gästernas kammartjänare, precis som hos Carl Gustaf Tessin på Åkerö i Södermanland eller i Kavaljersflygeln på Gripsholms slott. Kakelugnarna är inte de nya vedbesparande som Carl Johan Cronstedt hade varit med om att uppfinna, utan de kakelugnar som finns kvar, är av äldre modell.
I början av 1900-talet genomgick Myrö en modernisering i nationalromantikens tecken och då fick den stenlagda hallen sitt nuvarande utseende.

## Myrö som fideikommiss

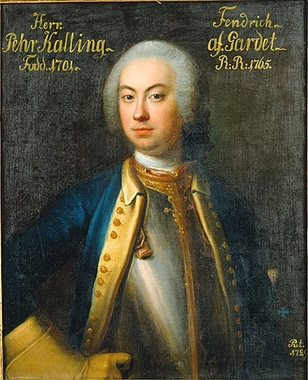
Porträtt av greve Pehr Kalling (1700-1795), oljemålning Lorens Pasch den äldre (1702-1766) år 1729. Nationalmuseum, Stockholm.

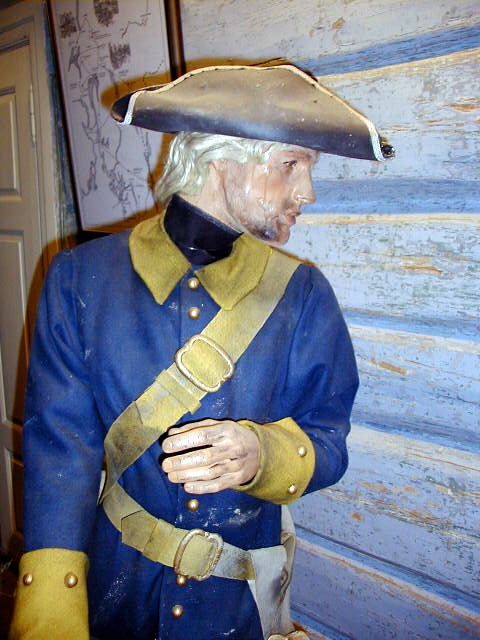
Svensk karoliner från 1700-talet. Pehr Kalling (1700-1795) gjorde Myrö till fideikommiss för huvudmannen i sin grevliga ätt. Vid 94 års ålder uppvaktades han 1792, ty han troddes varit född redan 1698, av konung Gustaf IV Adolf på dennes resa genom Örebro och var då klädd i den karolinska ljusblå rocken med stora gula mässingsknappar, en dräkt han på äldre dagar alltid bar.

Pehr Kalling till Myrö i Närke upphöjdes av Gustav III i grevlig värdighet 15 oktober 1771 och introducerades 20 december 1775 under nr 91, varvid den friherrliga ätten utgick. Pehr Kalling var, som ovan nämnts, gift med grevinnan Christina Posse, vars mor var grevinnan Lillienstedt. Friherre Mårten Kalling (1705-1765) var en fem år yngre bror till Pehr Kalling. Mårten Kalling var militär och ämbetsman, och under åren 1763-1765 var han landshövding på Gotland. Brodern Mårten Kalling upphöjdes 1751 till friherre och var riddare av Svärdsorden. Kalling blev friherrlig 21 november 1751 och introducerades 1752, blev grevlig 15 oktober 1771 och introducerad 1775. Sonen Pehr Adolf Kalling deltog i flera riksdagar och skrev sig till Myrö som var fideikommiss.
Pehr Kalling avled vid 95 års ålder den 3 mars 1795 och begravdes i familjegraven i Rinkaby kyrka, Närke, eftersom den grevliga ättens fideikommiss låg i Rinkaby socken i Närke. Även Pehr Kallings hustru och son ligger begravda i den Kallingska familjegraven i Rinkaby kyrka i Närke. Av deras tre barn blev sonen Pehr Adolf Kalling (1752-1820) herre till Myrö. Den äldsta dottern Margareta Eleonora (1750-1754) dog som barn den yngre dottern Fredrika Lovisa Kalling (1757-1831) gifte sig med generaladjutanten friherre Idaron Otto Reinhold Armfelt (född 1753 i Finland och död 1812 på Myrö) och slog sig ner på Myrö där de båda avled utan efterkommande. De ligger båda begravda i den Kallingska graven i Rinkaby kyrka.

### Ägare av Myrö herrgård från 1795
Pehr Kallings son, Pehr Adolf Kalling var herre till Myrö fideikommiss, han var major och riksdagsman och på svärdssidan fortlevde den grevliga ätten med honom. Han gifte sig 1786 med Catharina Lovisa Gyllenkrook och blev far till elva barn, varav några av dem avled på Myrö och ligger begravda i Rinkaby kyrka. Av de elva barnen var det åtta söner och tre döttrar.
En av Pehr Adolf Kallings söner, ryttmästare Adam Fredrik Göran Kalling (1796-1861), kallade sig greve till Myrö. Han avled på Adolfsbergs brunn i Örebro, medan hans hustru grevinnan Amalia Bonde af Björnö (1802–1871) avled på Myrö. En annan son, Ludvig Constantin Kalling (1798–1854) var gift med Henrietta Uggla (släkten Uggla). Sonen kapten Johan Kalling (1800–1857) var gift med grevinnan Maria Kalling, född Eriksson (1810–1902), som ägde en gård i Örebro, ’’Kallingska gården’’. En annan son, överste Carl Kalling (1803–1878), var gift med friherrinnan Ebba Sture.

### Ägare av Myrö herrgård från 1858
Adam Fredrik Göran Kallings alla fyra söner var födda på Myrö. Den äldste sonen, filosofie doktorn, greve Pehr Adolf Fredrik Kalling (1826–1883), var född 1826 på Myrö, och gifte sig 1858 med Estrid Ribbing (släkten Ribbing), men avled barnlös 1883 i Stockholm. Han arrenderade 1858–1871 den näraliggande Skölvs gård i Glanshammars socken i Örebro län i Närke och han innehade Myrö fideikommiss från 1871. Den andre sonen, löjtnant Carl Gustaf Kalling (1828–1901), tillträdde Myrö fideikommiss den 14 mars 1885, där han avled 1901. Från 1880 ägde han huset Skeppargatan 27 i Stockholm. Den tredje sonen, kammarherre Hjalmar Kalling (1830–1902), blev efter avgången från Ultuna lantbruksinstitut 1859, förvaltare av Myrö åren 1861–1871. Den yngste sonen, Ulrik Kalling (1838-1878), var både född och död på Myrö. Efter löjtnant Carl Gustaf Kallings död 1901 övertogs Myrö av hans brorson, godsägaren Pehr Kalling (1872–1910), hans fullständiga namn var Pehr Johan Ulfsson Kalling. Pehr Kalling ägde några år Lövsunds herrgård vid sjön Runnviken nordost om Nyköping i Runtuna sockens östligaste del. Han tillträdde efter farbroderns död 1901 Myrö, Ulriksberg och Bista fideikommissegendomar i Närke. Genom sitt gifte ägde han del i Högagärde i Västergötland. Pehr Kallings son, Peder Kalling (född 1907) var från 1910 huvudman på Myrö. Han innehade Myrö och Ulriksbergs fideikommissegendom väster om Ludvika i Dalarna, som på 1700- och 1800-talen var ett betydande järnbruk, samt Bista fideikommissegendom i Närke, som förr var en by inom Ånsta landskommun i sydvästra Örebro. Pehr Kallings hustru grevinnan Marianne Sparre af Söfdeborg avled 1931 på Myrö.
Myrö har som fideikommiss fortsatt att vara i den grevliga ätten Kallings ägo.

## Moderniseringen 1902
År 1902 moderniserades herrgården av arkitekten Lars Israel Wahlman. Vid moderniseringen gav Wahlman med öppna spisar en ny tids hemkänsla i jugend åt herrgårdens båda hallar. I matsalen använde han en 1600-talsspis på Torpa stenhus i Västergötland som förebild. I salongen och kabinettet finns dock 1700-talets blomstermålade tapeter kvar.

## Nuvarande verksamhet
Gården är inriktad på avel av Highland cattle och har egen gårdsbutik med slakteri. Nuvarande ägare, sedan 2009, är Nina och Johan Kalling. De driver en verksamhet med konferenser, djur, fastighetsförvaltning och skogsbruk.

## Ortnamnet
Namnet Myrö kommer av Myrom 1291, en dativform av myr (myre). Ändelsen har senare blivit -ö.

## Myrö utjord
Se Myrö utjord under artikeln Örnsro.

## Fotnoter
1. 1 2  Nils Segerstråle, Svenska fideikommiss, Almqvist & Wiksell, 1979, s. 144, ISBN 91-20-06287-7, läs online.[källa från Wikidata]
2. ↑  Historia, läs online.[källa från Wikidata]
3. ↑  Källa: DN Bostad 2011-12-03.
4. ↑  Harrison, Dick (1966-); Karl Knutsson - en biografi,sid 152f, Historiska media, Lund, 2002, ISBN 91-89442-58-X, LIBRIS-id 8693772
5. ↑  Skalman.nu Forum, Herrelund, fin åtanke eller okänd historisk händelse. Herrelund (så enligt donationsbrefvet), friherreskap, som på framställning af den barnlöse riksamiralen friherre Karl Karlsson Gyllenhielm 29 jan. 1650 gafs åt dennes hustrus systerson, riksrådet Seved Bååt, med succession för hans broder öfversten Nils Bååt. Friherreskapet omfattade de i Småland, Allbo och Kinnevalds härad, belägna Härlunda, Västra Torsås’ och Skatelöfs socknar med alla där befintliga, ej åt andra donerade eller sålda skatte- och kronogods äfvensom exspektans på där möjligen hemfallande gods och räntor. Bååt fick dock till en början njuta endast en mindre del af friherreskapets räntor, enär hufvudparten tillhörde en förläning, som Gyllenhielm 1645 fått att "i tio års tid efter sitt dödliga frånfälle njuta och behålla" (!), och då Gyllenhielms död inföll 1650, är det osäkert, om Bååt ens efter änkans död 1656 eller om han först 1660 kom i full besittning af friherreskapet. Dess fjärdepart torde reducerats med anledning af 1655 års reduktionsbeslut, återstoden indrogs enligt 1680 års beslut 16 mars 1681 med 2,381 dal. smt ränta.
6. ↑  Adelsvapen, Kalling nr 91, TAB 1.
7. ↑  Adelsvapen, Kalling nr 91.
8. ↑  Karin Calissendorff/Anna Larsson "Ortnamn i Närke" 1998, s. 123